# 竹工芸技能士
竹工芸技能士（たけこうげいぎのうし）とは、国家資格である技能検定制度の一種で、かつて都道府県職業能力開発協会が実施していた、竹工芸に関する学科及び実技試験に合格した者をいう。
受検者減少により2011年（平成23年）11月2日に竹工芸職種の技能検定は廃止された。